# The Unwelcome Throne
The Unwelcome Throne è un cortometraggio muto del 1913 diretto da Francis J. Grandon. È il primo episodio, conosciuto anche con il titolo completo The Adventures of Kathlyn 1: The Unwelcome Throne, del serial The Adventures of Kathlyn.

## Produzione
Il film fu prodotto dalla Selig Polyscope Company.

## Distribuzione
Distribuito dalla General Film Company, il film - un cortometraggio in tre bobine - uscì nelle sale cinematografiche statunitensi il 29 dicembre 1913.

### Conservazione
Copia di questo primo capitolo del serial si trova conservata negli archivi de La Cineteca del Friuli di Gemona.